# Niévroz
Niévroz és un municipi francès situat al departament de l'Ain i a la regió d'Alvèrnia-Roine-Alps. L'any 2007 tenia 1.499 habitants.

## Demografia

### Població
El 2007 la població de fet de Niévroz era de 1.499 persones. Hi havia 453 famílies de les quals 64 eren unipersonals (24 homes vivint sols i 40 dones vivint soles), 116 parelles sense fills, 249 parelles amb fills i 24 famílies monoparentals amb fills.
La població ha evolucionat segons el següent gràfic:
Habitants censats

### Habitatges
El 2007 hi havia 485 habitatges, 466 eren l'habitatge principal de la família, 7 eren segones residències i 12 estaven desocupats. 470 eren cases i 15 eren apartaments. Dels 466 habitatges principals, 431 estaven ocupats pels seus propietaris, 29 estaven llogats i ocupats pels llogaters i 6 estaven cedits a títol gratuït; 1 tenia una cambra, 4 en tenien dues, 41 en tenien tres, 130 en tenien quatre i 290 en tenien cinc o més. 409 habitatges disposaven pel capbaix d'una plaça de pàrquing. A 129 habitatges hi havia un automòbil i a 314 n'hi havia dos o més.

### Piràmide de població
La piràmide de població per edats i sexe el 2009 era:
| Homes | Edats   | Dones |
| ----- | ------- | ----- |
| 0     | 95 o +  | 0     |
| 0     | 90 a 94 | 0     |
| 0     | 85 a 89 | 0     |
| 8     | 80 a 84 | 0     |
| 4     | 75 a 79 | 4     |
| 16    | 70 a 74 | 8     |
| 28    | 65 a 69 | 20    |
| 16    | 60 a 64 | 36    |
| 36    | 55 a 59 | 28    |
| 56    | 50 a 54 | 48    |
| 84    | 45 a 49 | 56    |
| 52    | 40 a 44 | 72    |
| 72    | 35 a 39 | 64    |
| 64    | 30 a 34 | 28    |
| 12    | 25 a 29 | 24    |
| 52    | 20 a 24 | 28    |
| 56    | 15 a 19 | 52    |
| 116   | 10 a 14 | 52    |
| 48    | 5 a 9   | 64    |
| 28    | 0 a 4   | 32    |

## Economia
El 2007 la població en edat de treballar era de 1.034 persones, 783 eren actives i 251 eren inactives. De les 783 persones actives 729 estaven ocupades (396 homes i 333 dones) i 54 estaven aturades (24 homes i 30 dones). De les 251 persones inactives 62 estaven jubilades, 117 estaven estudiant i 72 estaven classificades com a «altres inactius».

### Ingressos
El 2009 a Niévroz hi havia 466 unitats fiscals que integraven 1.393,5 persones, la mediana anual d'ingressos fiscals per persona era de 21.044 €.

### Activitats econòmiques
Dels 57  establiments que hi havia el 2007, 5 eren d'empreses extractives, 1 d'una empresa de fabricació d'elements pel transport, 3 d'empreses de fabricació d'altres productes industrials, 14 d'empreses de construcció, 8 d'empreses de comerç i reparació d'automòbils, 4 d'empreses de transport, 1 d'una empresa d'hostatgeria i restauració, 2 d'empreses d'informació i comunicació, 2 d'empreses financeres, 7 d'empreses de serveis, 2 d'entitats de l'administració pública i 8 d'empreses classificades com a «altres activitats de serveis».
Dels 15 establiments de servei als particulars que hi havia el 2009, 2 eren tallers de reparació d'automòbils i de material agrícola, 4 guixaires pintors, 2 fusteries, 1 lampisteria, 2 electricistes, 1 perruqueria, 1 restaurant i 2 salons de bellesa.
Dels 2 establiments comercials que hi havia el 2009, 1 era una botiga de més de 120 m² i 1 una joieria.
L'any 2000 a Niévroz hi havia 9 explotacions agrícoles que ocupaven un total de 490 hectàrees.

## Equipaments sanitaris i escolars
El 2009 hi havia una escola elemental.

## Poblacions més properes
El següent diagrama mostra les poblacions més properes.